# Olpiidae
Olpiidae är en familj av spindeldjur. Olpiidae ingår i överfamiljen Garypoidea, ordningen klokrypare, klassen spindeldjur, fylumet leddjur och riket djur. Enligt Catalogue of Life omfattar familjen Olpiidae 262 arter. 

## Dottertaxa till Olpiidae, i alfabetisk ordning[1]
- Antillolpium
- Aphelolpium
- Apolpium
- Austrohorus
- Banksolpium
- Beierolpium
- Calocheiridius
- Calocheirus
- Cardiolpium
- Ectactolpium
- Euryolpium
- Halominniza
- Hesperolpium
- Heterolpium
- Hoffhorus
- Horus
- Indolpium
- Leptolpium
- Minniza
- Nanolpium
- Neopachyolpium
- Nipponogarypus
- Novohorus
- Olpiolum
- Olpium
- Pachyolpium
- Parolpium
- Planctolpium
- Progarypus
- Pseudohorus
- Stenolpiodes
- Stenolpium
- Xenolpium